# Underwood, Newport
Underwood är en by i Newport i Wales. Byn är belägen 23,7 km 
från Cardiff. Orten har 1 968 invånare (2016).